# 燕巢區

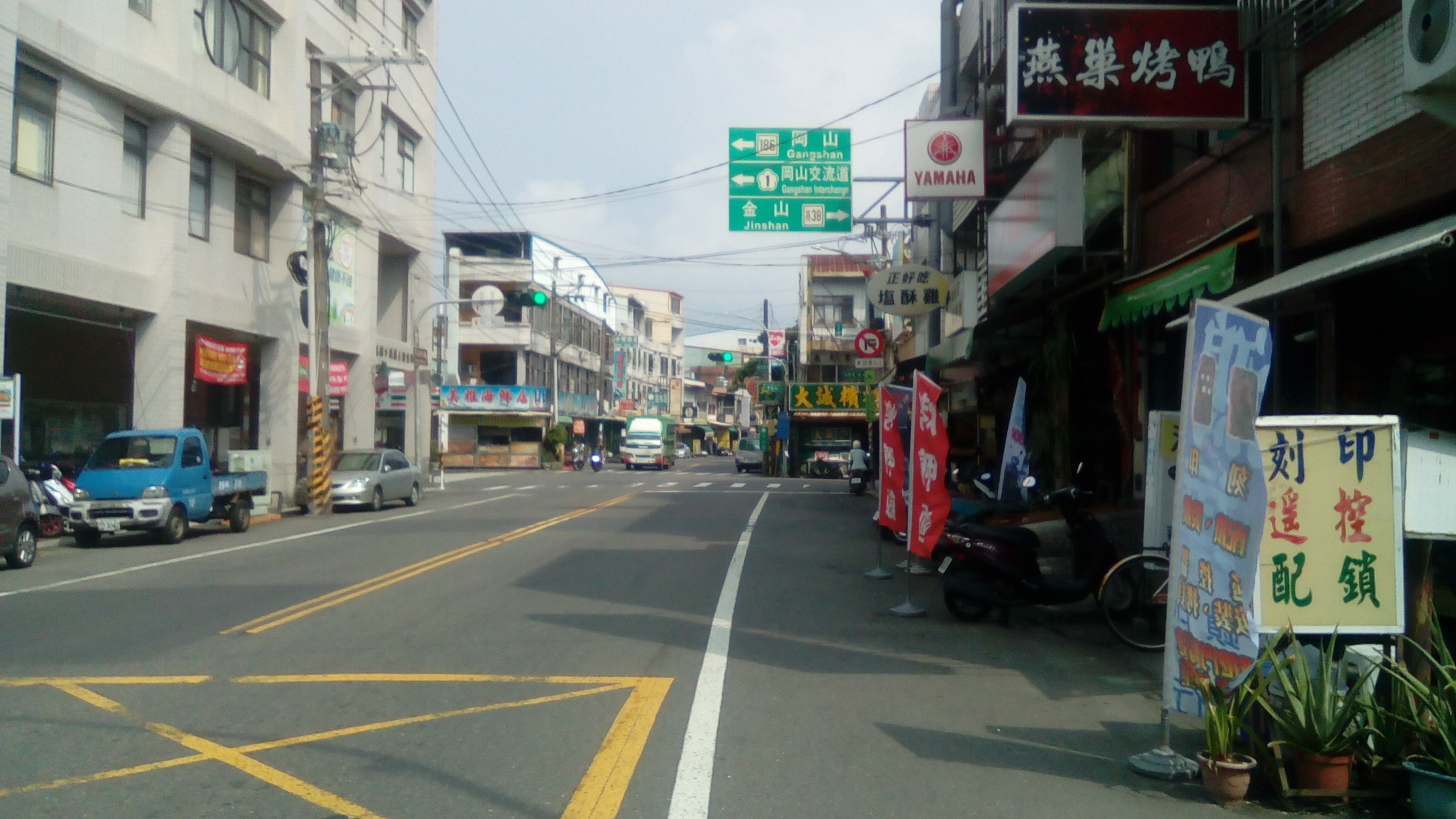
燕巢市區

燕巢區，舊稱「援剿」，得名自「援剿中鎮」及「援剿右鎮」，前身「燕巢鄉」，位於臺灣高雄市西部。北臨田寮區、岡山區，東鄰旗山區，西鄰橋頭區，西南連接楠梓區，東南連接大樹區，南則接大社區。因高雄市區地價高昂且土地利用率已達飽和，故許多大學或分院選擇坐落於此，如國立高雄科技大學第一校區及燕巢校區、國立高雄師範大學燕巢校區、樹德科技大學及義守大學醫學院等。境內並有三條國道於此交會，交通相當便利。
本區位處平原地帶，但惡地地形極為發達，且另有泥火山、裸岩、瀑布等景觀。氣候上屬熱帶季風氣候，年均溫約23~25℃，年雨量約1800毫米。

## 歷史
燕巢區早期為平埔原住民族馬卡道族大傑巔社的故地。
明鄭時期派遣其後備部隊之「援剿中鎮」、「援剿右鎮」及「角宿鎮」來到此地開墾，今燕巢內角宿里舊稱乃角宿庄，東燕、西燕二村舊稱為「援巢中」，安招村為「援巢右」，即是明鄭時期援剿中鎮與右鎮屯田舊址，故名「援剿」。1920年臺灣地方改制，改「援剿」為日語同音的「燕巢」，設置「燕巢」，劃歸高雄州高雄郡管轄，戰後改設高雄縣燕巢鄉。2010年12月25日高雄縣市合併，改為高雄市燕巢區。
歷年所屬行政區列表
| 起訖年份   | 今燕巢區大部分                                   | 今橫山                         | 今鳳雄                         | 今尖山                             |
| ---------- | ------------------------------------------------ | ------------------------------ | ------------------------------ | ---------------------------------- |
| 1661~1664  | 東寧萬年縣觀音山屯墾區一部份                     | 東寧萬年縣觀音山屯墾區一部份   | 東寧萬年縣觀音山屯墾區一部份   | 同縣嘉祥一部分                     |
| 1664~1683  | 東寧萬年州觀音山屯墾區一部份                     | 東寧萬年州觀音山屯墾區一部份   | 東寧萬年州觀音山屯墾區一部份   | 同州嘉祥一部分                     |
| 17世紀     | 福建省臺灣府鳳山縣觀音山一部份                   | 福建省臺灣府鳳山縣觀音山一部份 | 福建省臺灣府鳳山縣觀音山一部份 | 同縣嘉祥一部份                     |
| 18、19世紀 | 福建省臺灣府鳳山縣觀音一部份                     | 福建省臺灣府鳳山縣觀音一部份   | 福建省臺灣府鳳山縣觀音一部份   | 同縣嘉祥一部份                     |
| ?~1887     | 福建省臺灣府鳳山縣觀音上                         | 同縣觀音中面前埔               | 同鳳山厝、中路林               | 同縣嘉祥內水蛙潭一部份             |
| 1887~1895  | 福建臺灣省臺南府鳳山縣觀音上                     | 同縣觀音中面前埔               | 同鳳山厝、中路林               | 同縣嘉祥內水蛙潭一部份             |
| 1895~1896  | 臺南民政支部鳳山出張所觀音上里                     | 同出張所觀音中里面前埔庄           | 同鳳山厝、中路林               | 同出張所嘉祥內水蛙潭一部份         |
| 1896~1897  | 臺南縣鳳山支廳觀音上里                             | 同支廳觀音中里面前埔庄             | 同鳳山厝、中路林               | 同支廳嘉祥內水蛙潭一部份           |
| 1897~1898  | 鳳山縣阿公店辨務署觀音上                         | 同辨務署觀音中面前埔           | 同鳳山厝、中路林               | 同辨務署嘉祥內水蛙潭一部份         |
| 1898~1900  | 臺南縣阿公店辨務署觀音上                         | 同辨務署觀音中面前埔           | 同鳳山厝、中路林               | 同辨務署嘉祥內水蛙潭一部份         |
| 1900~1901  | 臺南縣鳳山辨務署觀音上里                           | 同辨務署觀音中面前埔           | 同鳳山厝、中路林               | 同縣蕃薯藔辨務署嘉祥內水蛙潭一部份 |
| 1901~1909  | 鳳山廳楠仔坑支廳（1906年改名楠梓坑支廳）援巢中區 | 同支廳保甲區面前埔             | 同區鳳山厝、中路林             | 蕃薯藔廳田藔區水蛙潭一部份         |
| 1909~1920  | 臺南廳楠梓坑支廳援巢中區                         | 同支廳保甲區面前埔             | 同區鳳山厝、中路林             | 阿緱廳蕃薯藔支廳田藔區水蛙潭一部份 |
| 1920~1924  | 高雄州高雄郡燕巢                                 | 高雄州高雄郡燕巢               | 同郡楠梓鳳山厝、中路林         | 同州旗山郡田寮水蛙潭一部分         |
| 1924~1932  | 高雄州岡山郡燕巢                                 | 高雄州岡山郡燕巢               | 同郡楠梓鳳山厝、中路林         | 同州旗山郡田寮水蛙潭一部分         |
| 1932~1944  | 高雄州岡山郡燕巢                                 | 高雄州岡山郡燕巢               | 同郡楠梓鳳山厝、中路林         | 同郡田寮水蛙潭一部分               |
| 1944~1945  | 高雄州岡山郡燕巢                                 | 高雄州岡山郡燕巢               | 高雄州岡山郡燕巢               | 同郡田寮水蛙潭一部分               |
| 1945~1950  | 高雄縣岡山區燕巢鄉                               | 高雄縣岡山區燕巢鄉             | 高雄縣岡山區燕巢鄉             | 同區田寮鄉尖山村                   |
| 1950~1952  | 高雄縣燕巢鄉                                     | 高雄縣燕巢鄉                   | 高雄縣燕巢鄉                   | 同縣田寮鄉尖山村                   |
| 1952~2010  | 高雄縣燕巢鄉                                     | 高雄縣燕巢鄉                   | 高雄縣燕巢鄉                   | 高雄縣燕巢鄉                       |
| 2010~      | 高雄市燕巢區                                     | 高雄市燕巢區                   | 高雄市燕巢區                   | 高雄市燕巢區                       |

- 註：以上的「同」指的是與該格左側的格子相同，如鳳山厝庄的「同區」是指保舍甲區而非援巢中區。

## 地理環境
燕巢區地勢東高西低，東部與北部屬內門丘陵之一部分，西部與南部則屬嘉南平原。丘陵地約佔全區80%，高度約在海拔60至120公尺，其中最高為烏山，高度約210公尺。

### 惡地形
燕巢區之泥岩屬上新世與更新世地層，因沉積沖蝕，又遇含氧化鎂與硫酸鹽化合物而在表面結晶，不利植物生長，形成光禿禿的惡地形。高雄與台南的泥岩層稱為古亭坑層，燕巢區以金山里之惡地形最出名，包括雞冠山、太陽谷與嫦娥谷等特殊景觀。

### 泥火山地形
泥火山地形常包含有泥岩層分布、天然氣外湧以及斷層通路三種特徵，而燕巢區的泥火山多分布在金山與深水二村的丘陵地帶，除了滾水坪泥火山則位於角宿里的平原地形上。燕巢的泥火山主要可分為四區:
- 烏山頂泥火山區-金山里烏山巷
- 深水泥火山區-深水里深水派出所北側
- 千秋寮泥火山區-金山里埤底巷
- 滾水坪泥火山區-角宿里海豐路

### 水文
區內有阿公店溪與典寶溪兩條河流，其均發源自內門丘陵。

### 山系
燕巢山系約略可分為三支, 諸山皆自大烏山起:
- 左支 - 大滾水山、眠牛山、石塔山
- 中支 - 金山、火光山、五湖陂山、開光山、七星山(角宿山)、橫山
- 右支 - 尖山、虎頭山、小滾水山、烏鬼埔山

### 天然氣鑽井
燕巢東北部區域由旗山至千秋寮有旗山斷層，自千秋寮往東南至深水一帶則有深水斷層，沿斷層裂隙噴出含天然氣支泥漿。自明治37年(1904年)起，日本政府陸續在燕巢千秋寮、滾水湖、滾水山、深水庄的坑口、尖石與烏山頂鑽井探勘，但各井皆因地質構造不佳，至大正2年(1913年)7月31日止，全部廢坑。

### 人口
根據高雄市政府民政局統計，2024年底燕巢區戶數約1.1萬戶，人口約2.9萬人，區內人口最多與最少的里分別是南燕里與金山里，2024年底兩里人口分別為4,519人與482人。由於燕巢區內有多座大專院校座落，外地學生移入就學，故其常住人口大於戶籍人口，在2020年人口普查中，燕巢區的常住人口為46,063人，較當時該區的戶籍人口29,498人多出約56%，在全臺灣所有鄉鎮市區中是常住人口較戶籍人口多出之比例最高的行政區。

## 政治

### 歷屆首長
鄉長時期
| 屆次 | 姓名   | 備註 |
| ---- | ------ | ---- |
| 1    | 李添盛 |      |
| 2    | 李添盛 |      |
| 3    | 林重陽 |      |
| 4    | 林重陽 |      |
| 5    | 黃淵深 |      |
| 6    | 黃淵深 |      |
| 7    | 陳振勝 |      |
| 8    | 陳振勝 |      |
| 9    | 林義信 |      |
| 10   | 林義信 |      |
| 11   | 鄭復臨 |      |
| 12   | 鄭復臨 |      |
| 13   | 潘有諒 |      |
| 14   | 潘建芳 |      |
| 15   | 吳德雄 |      |

區長時期
- 吳德雄
- 吳淑惠
- 陳興發
- 陳振坤
- 邱瑞金
- 王耀弘
- 吳進興

### 區政組織
燕巢區公所是高雄市政府在燕巢區的派出機關，在中華民國政府架構中為市政府綜理區政的執行機關，上級業務監督機關為高雄市政府。区长由市長任命，其任期為無任期保障。在區長及主任秘書之下，設有4課4室等8個內部單位。

### 行政區劃
| 燕巢區行政區劃                                                                         |
| 金山里 尖 山 里 西 燕 里 東 燕 里 南燕里 安招里 瓊林里 角 宿 里 深 水 里 橫山里 鳳雄里 |

#### 各里沿革
金山里：「金山」即「麒麟山」。有番仔田、麒麟尾、金山仔、千秋寮等庄口。日治整併為千秋藔庄，戰後為金山村。縣市合併為後改村為里。有番仔田、麒麟尾、金山仔、千秋寮等庄口。
- 番仔田：舊時觀音里108庄之一，金山國小所在地。（得名於平埔族人耕地）
- 麒麟尾：舊時觀音里108庄之一，金山尾稱「麒麟尾」又稱「雞冠山」，金山國小對面。
- 金山仔：舊時觀音里108庄之一，金山之山腰聚落。
- 千秋寮：舊時觀音里108庄之一，「田厝寮」之諧音。

#### 各面積
| [ 9 ]  | 面積km2 |
| ------ | ------- |
| 安招里 | 2.9     |
| 西燕里 | 2.84    |
| 東燕里 | 5.3     |
| 南燕里 | 2.47    |
| 鳳雄里 | 4.54    |
| 瓊林里 | 6.13    |
| 尖山里 | 9.1     |
| 角宿里 | 7.95    |
| 金山里 | 4.26    |
| 深水   | 14.2    |
| 橫山   | 5.7     |
| 總計   | 65.39   |

### 警政治安
- 高雄市政府警察局岡山分局[10](07)621-2025
  - 燕巢分駐所
  - 鳳雄派出所
  - 深水派出所

監獄
- 高雄第二監獄

## 教育

### 軍事院校
- 陸軍工兵訓練中心

### 大專院校
- 國立高雄師範大學燕巢校區
- 國立高雄科技大學第一校區
- 國立高雄科技大學燕巢校區
- 義守大學醫學院
- 樹德科技大學
- 台南神學院深水校區

### 高級中等學校
- 明陽中學[11]

### 國民中學
- 高雄市立燕巢國民中學[12]

### 國民小學
- 高雄市燕巢區燕巢國民小學[13]
- 高雄市燕巢區燕巢國民小學尖山分校
- 高雄市燕巢區安招國民小學[14]
- 高雄市燕巢區深水國民小學[15]
- 高雄市燕巢區金山國民小學[16]
- 高雄市燕巢區橫山國民小學
- 高雄市燕巢區鳳雄國民小學[17]

## 醫療
- 高雄市燕巢區衛生所
- 義大醫療財團法人義大醫院
- 義大醫療財團法人義大癌治療醫院
- 靜和醫院燕巢分院[18]

## 交通

### 公路
- 中山高速公路
  - 岡山交流道（349）
- 福爾摩沙高速公路
  - 燕巢系統交流道（383，連接高雄支線）
- 高雄支線
  - 燕巢交流道（13）
  - 燕巢系統交流道（19，連接福爾摩沙高速公路）
- 台22線
- 市道186號

### 鐵路、捷運
高雄捷運
- 紫線

台灣高鐵
- 燕巢總機廠

### 公車客運
高雄客運
- 8008 岡山轉運站－高雄站
- 8020 捷運南岡山站－義大醫院
- 8023 高雄車站－旗山轉運站
- 8023區 楠梓站－旗山轉運站
- 97 捷運都會公園站－樹德科技大學
- 98 橋頭地方法院－義大醫院
- 98區 捷運青埔站－義大醫院
- E09 鳳山燕巢城市快線 捷運衛武營站－樹德科技大學(高師大燕巢校區)
- E10 小港燕巢城市快線 捷運草衙站－樹德科技大學(高師大燕巢校區)
- H11 桃源區公所－長庚醫院
- H11A 寶來7-11－長庚醫院
- H22 五里埔(小林國小)－長庚醫院
- 511 臺鐵新左營站－涼山遊憩區
- E04 高鐵左營站－高師大燕巢校區
- E04區 樹德科技大學－高師大燕巢校區

義大客運
- 96 義大世界－義大醫院
- 261 旗山轉運站－義大醫院
- E03A 高鐵左營站－義大醫院
- E03B 高鐵左營站－義大醫院

港都客運
- 7A 加昌站－高雄師範大學
- 7B 加昌站－樹德科技大學
- 7C 加昌站－高雄科大(燕巢校區)
- 7D跳蛙式 加昌站－樹德科技大學

南臺灣客運
- 紅58B 捷運都會公園站－燕巢區公所

## 旅遊

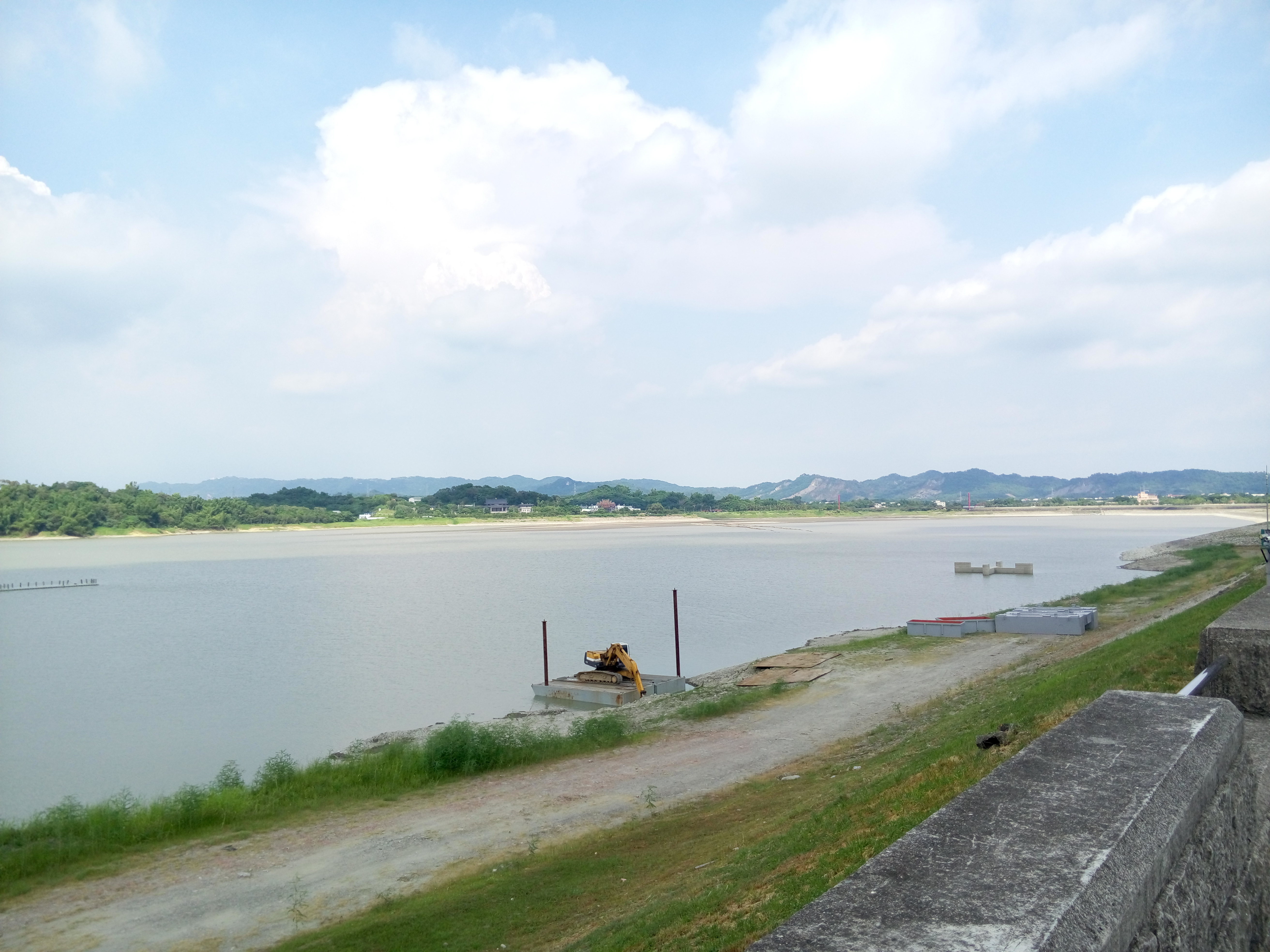
阿公店水庫大壩

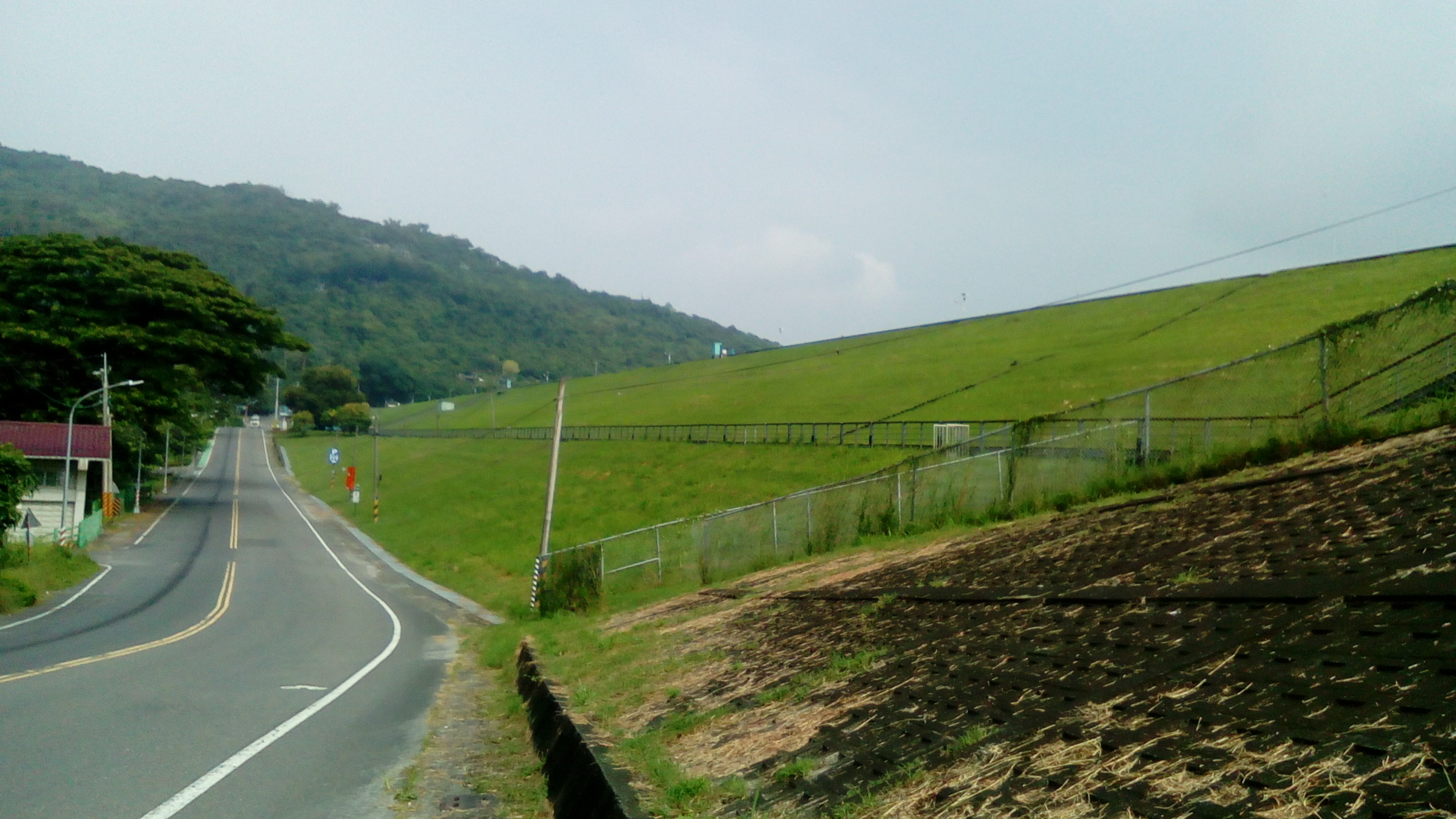
阿公店水庫大堤

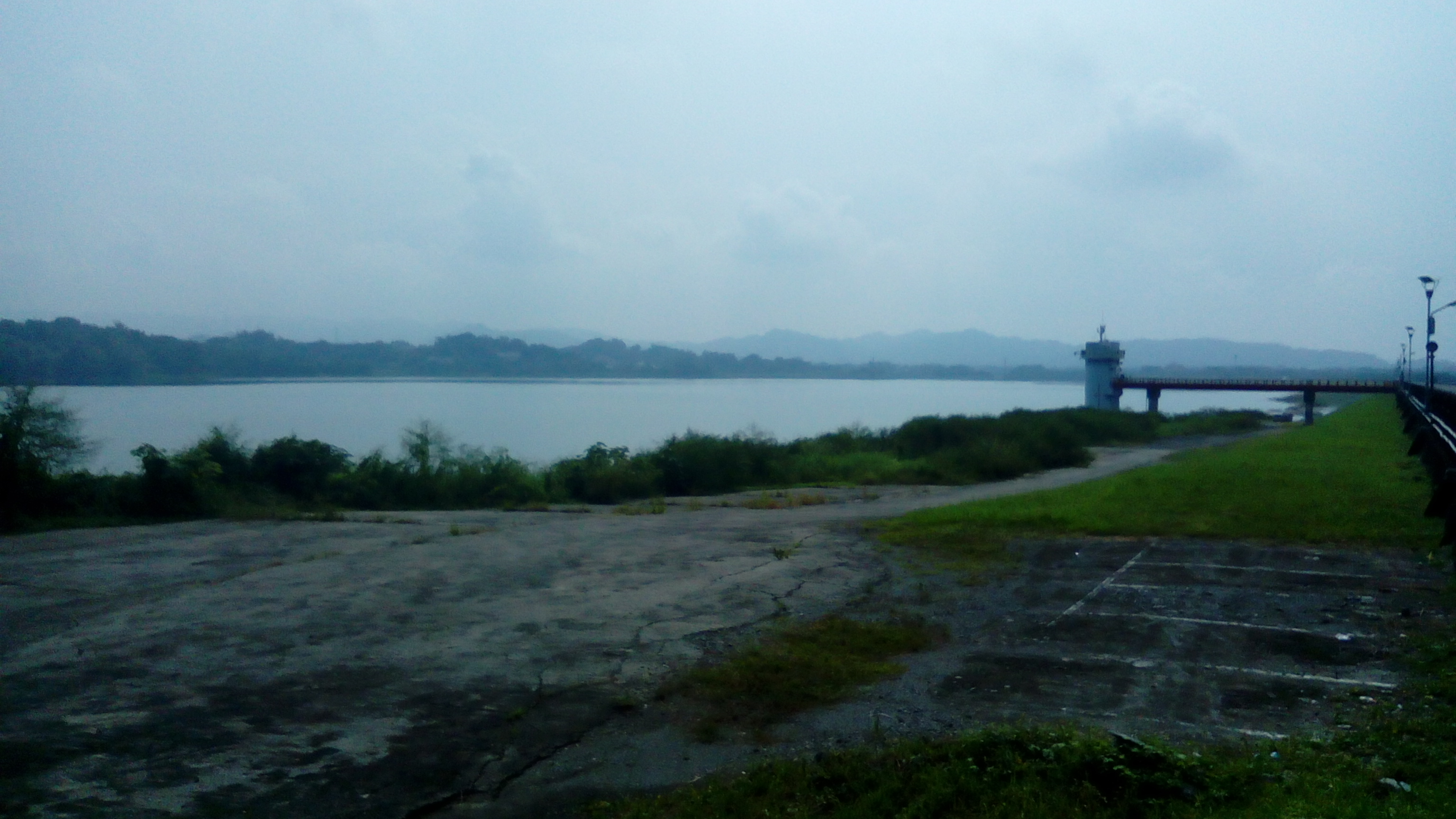
阿公店水庫表面

- 烏山頂泥火山自然保留區
- 滾水坪泥火山
- 新養女湖
- 嫦娥谷
- 雞冠山
- 月世界
- 崎溜瀑布
- 阿公店水庫
- 小崗山好漢坡
- 千野村-日式景觀園區

## 宗教信仰

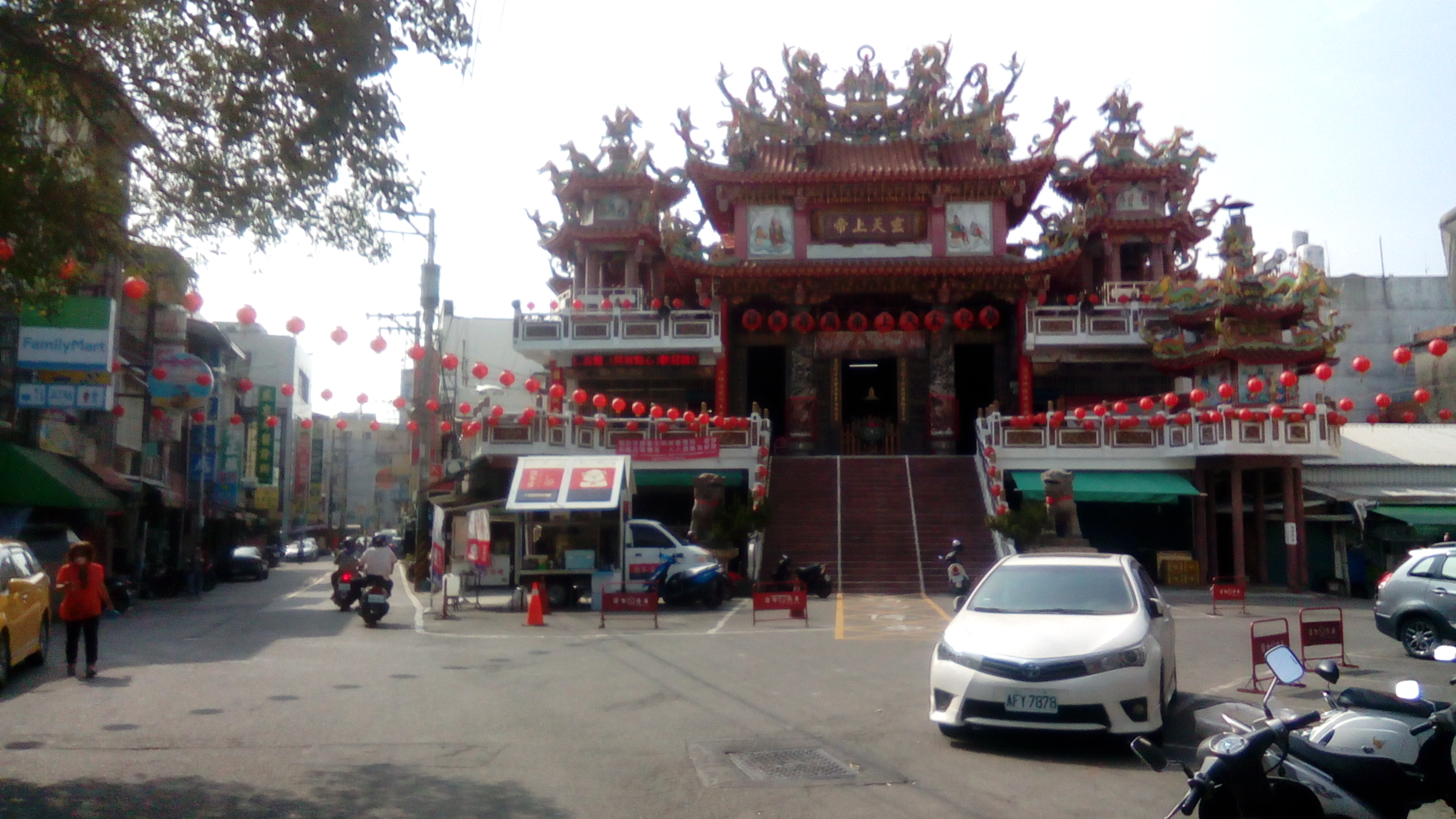
燕巢威靈寺

### 道教和臺灣民間信仰
- 角宿天后宮：創建於1728年，主祀天上聖母。舊名龍角寺，為燕巢區最重要之信仰場所。
- 燕巢威靈寺：創建於1813年，主祀玄天上帝。
- 援勦右神元宮：創建於1813年，主祀神農大帝、謝府元帥。
- 崎溜北極殿：創建於1979年，主祀北極上帝。
- 車瓜林五仙宮：創建於1987年，主祀青雲仙帝。
- 新厝仔天后宮：創建於1974年，主祀天上聖母。
- 竹仔腳神農宮：創建年代不詳，主祀神農大帝。
- 瓊林威靈宮：創建於1936年，主祀玄天上帝。
- 滾水觀水宮：創建於1796年，主祀謝府元帥。
- 海成福德宮：創建年代不詳，主祀福德正神。
- 滾水坪代天府：創建年代不詳，主祀池府千歲。
- 中路林中安宮：創建於1913年，主祀天上聖母。
- 鳳山厝清水寺：創建於1936年，主祀清水祖師。
- 烏鬼埔鳳龍元帥府：創建於1980年，主祀陳府元帥。分靈自右昌元帥府。
- 面前埔興龍宮：創建於1962年，主祀開漳聖王。
- 坑口北極宮：創建於1965年，主祀玄天上帝。
- 深水碧雲寺：創建於1951年，主祀觀音佛祖。
- 臥牛湖北極真武殿：創建於1971年，主祀玄天上帝。
- 湖仔內福德祠：創建於1968年，主祀福德正神。
- 番仔田清龍宮：創建於1992年，主祀陳府元帥。
- 麒麟尾天后宮：創建於1987年，主祀天上聖母。
- 和尚朝天宮：創建於1976年，主祀天上聖母。
- 過鞍龍鞍宮：創建年代不詳，主祀玄天上帝。
- 大埔仔法主宮：創建年代不詳，主祀法主公。

### 基督宗教
| 宗派                             | 教會（禮拜堂 / 聖堂）      |
| -------------------------------- | -------------------------- |
| 天主教                           | 聖女拉波萊堂               |
| 歸正宗長老會（臺灣基督長老教會） | 燕巢教會、鳳山厝教會       |
| 召會                             | 高雄市召會燕巢區深興路會所 |
| 其他                             | 深水福氣教會               |

## 特產
- 芭樂
- 棗子
- 牛奶棗子
- 西施柚
- 梨芭

## 外部連結
- 高雄市燕巢區公所 （页面存档备份，存于）
- 高雄市岡山戶政事務所燕巢辦公處 （页面存档备份，存于）
- 高雄市燕巢區衛生所 （页面存档备份，存于）